# Планета Спорт
Телеканал «Планета Спорт» — бывший спортивный телеканал, международная версия телеканала «Спорт» (позднее — «Россия-2»). Транслировал круглосуточно на русском языке: прямые трансляции спортивных состязаний, самые интересные матчи и турниры, спортивные национальные проекты, комментарии специалистов, повторы передач и трансляций прошлых лет, а также оперативные новости.

## История
Дата рождения телеканала: 1 июля 2005 года. «Планета Спорт» стал пятым каналом корпорации ВГТРК наряду с телеканалами «Россия», «Культура», «Спорт» и «РТР-Планета». Первыми возможность смотреть трансляции телеканала «Планета Спорт» получили зрители в странах Балтии, Закавказья и на Украине. В последующем телеканал стал транслироваться на США, Армению и Кыргызстан.
В планах было транслировать телеканал «Планета Спорт» во всех странах мира.
Телеканал завершил вещание 15 апреля 2009 года выпуском новостей «Вести-спорт». Официальные причины закрытия телеканала озвучены не были.